# Hodný holky
Hodný holky (v anglickém originále Good Girls) je americký kriminálně-dramatický televizní seriál. Jeho tvůrkyní je Jenna Bans. Stanice NBC si seriál vybrala pro televizní sezónu 2017/2018. První díl byl premiérově odvysílaný 26. února 2018.
Dne 7. května 2018 byla stanicí NBC objednaná druhá řada, která měla premiéru dne 3. března 2019. Dne 12. dubna 2019 bylo oznámeno, že seriál získá třetí řadu, ta měla premiéru dne 16. února 2020. Dne 15. května 2020 byla potvrzeno, že seriál získá čtvrtou řadu.

## Příběh
Seriál sleduje život tří žen, dvě z nich jsou sestry, které se rozhodnou přepadnout místní supermarket.

## Obsazení

### Hlavní role
- Christina Hendricks jako Beth Boland, matka čtyř dětí, která se dozví, že ji její manžel podvedl
- Retta jako Ruby Hill, Beth nejlepší kamarádka, servírka (v 1. řadě), která má problémy s platbami za léky pro svoji dceru, která trpí onemocněním ledvin
- Mae Whitman jako Annie Marks, Beth mladší sestra, svobodná matka, prodavačka, která se soudí se svým bývalým manželem o jejich dceru
- Matthew Lillard jako Dean Boland, Beth manžel
- Reno Wilson jako Stan Hill, Ruby manžel
- Manny Montana jako Rio, kriminálník
- Lidya Jewett jako Sara Hill, Ruby a Stanova dcera
- Isiah Stannard jako Sadie Marks, Annie a Greggův syn

### Vedlejší role
- Zach Gilford jako Gregg, Sadie otec a bývalý manžel Annie
- David Hornsby jako Leslie „Boomer“ Peterson, manažer obchodu (1.–2. řada)
- James Lesure jako agent Turner, agent FBI, který se zabývá Riovým případem
- Sally Pressman jako Nancy, Greggova manželka, která mu porodí syna Dakotu
- June Squibb jako Marion Peterson, Lesliho babička
- Kaitlyn Oechsle jako Emma Boland, nejmladší dítě Beth a Deana
- Allison Tolman jako Mary Pat
- Lauren Stamile jako Gretchen Zorado, Riova právnička (2. řada)
- Sam Huntington jako Noah, agent FBI v utajení (2. řada)
- Jackie Cruz jako Rhea (3. řada)
- Noureen DeWulf jako Krystal (3. řada)
- Ethan Suplee jako Gill (3. řada)
- Rob Heaps jako Dr. Josh Cohen (3. řada)
- Charlyne Yi jako Lucy (3. řada)

## Vysílání
| Řada | Díly | Premiéra v USA | Premiéra v USA    |
| Řada | Díly | První díl      | Poslední díl      |
| ---- | ---- | -------------- | ----------------- |
| 1    | 10   | 26. února 2018 | 30. dubna 2018    |
| 2    | 13   | 3. března 2019 | 26. května 2019   |
| 3    | 11   | 16. února 2020 | 3. května 2020    |
| 4    | 16   | 7. března 2021 | 22. července 2021 |

## Produkce
Původně v pilotním díle roli Beth hrála Kathleen Rose Perkins. Později bylo oznámeno, že se rozhodla od projektu odejít a na její místo nastoupila herečka Christina Hendricks.